# Serys Slhessarenko
Serys Marly Slhessarenko GOMM (em ucraniano:  Серіс Марлі Слєсаренко; Cruz Alta, 2 de abril de 1945) é uma professora, advogada, pedagoga e política brasileira filiada ao Partido Socialista Brasileiro (PSB). Foi senadora e deputada federal pelo Mato Grosso.

## Biografia
Radicada em Mato Grosso desde 1966, é formada em direito e pedagogia pela Universidade Federal de Mato Grosso, da qual se tornou professora.
Ocupou o cargo de Secretária Municipal de Educação de Cuiabá em 1986 e posteriormente Secretária Estadual de Educação de Mato Grosso. Elegeu-se em 1990 deputada estadual, sendo reeleita duas vezes consecutivamente. Concorreu sem sucesso à prefeitura de Cuiabá em 1988 e 2000.

### Senado Federal
Foi eleita a primeira mulher senadora no estado de Mato Grosso em 2002, com votação recorde, numa disputa contra os ex-governadores Carlos Bezerra e Dante de Oliveira. Durante seu mandato, ficou conhecida por ter sido autora do projeto que regulamentou a delação premiada. Em 2004, Slhessarenko foi admitida pelo presidente Luiz Inácio Lula da Silva ao grau de Grande-Oficial especial da Ordem do Mérito Militar.
Em 2006 disputou o governo do Mato Grosso, obtendo o terceiro lugar com 11,5% dos votos.
No dia 29 de abril de 2010 se emocionou com discurso proferido pela companheiro de partido e senador Eduardo Suplicy (PT/SP) no qual fez declarações elogiando o mandato de oito anos de Serys no Senado.
Ocupou o cargo de 2.ª vice-presidente da mesa diretora do Senado Federal, biênio 2009-2011.
Nas eleições de 2010, tentou uma vaga na Câmara dos Deputados, mas, mesmo com 78.543 votos, a sexta maior votação, não foi eleita.
Em 2013 Serys deixou o Partido dos Trabalhadores (PT) e se filiou-se ao Partido Trabalhista Brasileiro (PTB). Em 2015, filiou-se ao Partido Republicano Brasileiro (PRB; atual Republicanos).
Em 2016, foi candidata a prefeita de Cuiabá pelo PRB, mas conseguiu apenas a 5.ª melhor colocação, com 3,22% dos votos válidos..
Nas eleições de 2018, foi candidata a deputada federal pelo PRB, mas não conseguiu ser eleita e obteve a segunda suplência da coligação formada por PRB/PP/PTB/PT/PMN/PODE/PROS/PR.
Em 2022, Serys deixou o Republicanos para se filiar ao Partido Socialista Brasileiro. 

## Controvérsias
Em 2006 enquanto senadora pelo PT-MT, anunciou sua saída do Conselho de Ética na CPI das Sanguessugas em 11 de agosto, um dia depois de ser incluída na lista dos 72 parlamentares que a CPI pede para serem cassados (69 deputados e 3 senadores). No dia 17 de agosto, a senadora renuncia à vaga no Conselho de Ética, alegando não querer constranger a comissão, mas negou as acusações. 